# Heeresbekleidungsamt Bernau

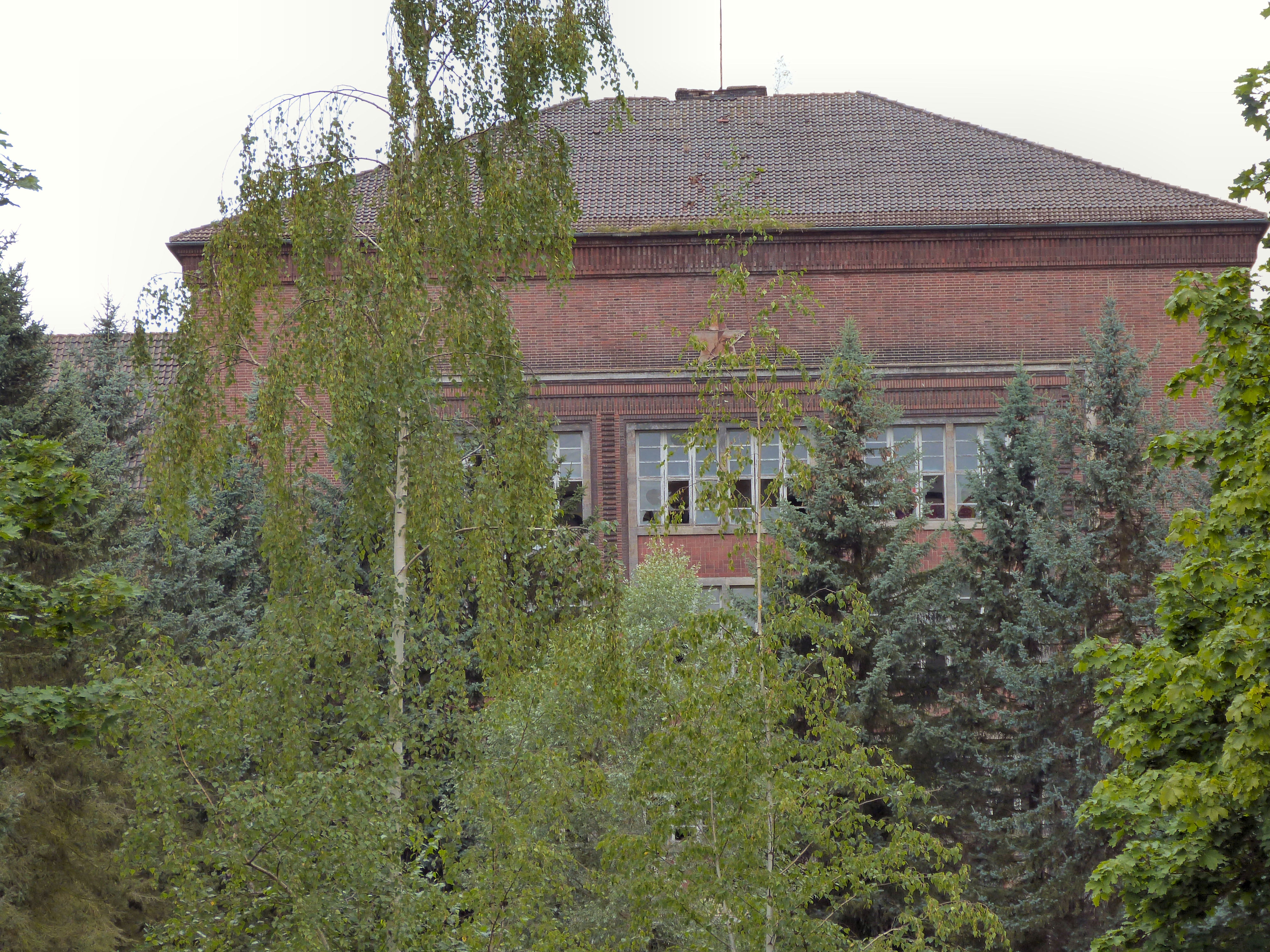
Giebel des Seitenflügels vom ehemaligen Heeresbekleidungsamt, 2016

Das Heeresbekleidungsamt Bernau war ein aus zwei Gewerbeflächen bestehendes militärisches Objekt am Rande der Stadt Bernau, das um das Jahr 1927 durch die Reichswehr erworben wurde und von 1939 bis 1945 durch die Wehrmacht zur Herstellung und Lagerung von Uniformen und Armeezubehör verwendet wurde. Das Amt hatte seinen Hauptsitz (Heeresbekleidungsamt Bernau – Hauptamt) entlang der Schwanebecker Chaussee (damals Teil der Reichsstraße 2, seit um 2020 L200) und ein Nebenlager (Heeresbekleidungsamt Bernau – Nebenamt) am Schönfelder Weg, mit einem direkten Eisenbahnanschluss. Nach dem Ende des Zweiten Weltkriegs ging die Immobilie in die Nutzung durch die Rote Armee, die hier bis zu ihrem Abzug nach der deutschen Wiedervereinigung ebenfalls Versorgungsaufgaben wahrnahm.

## Lage

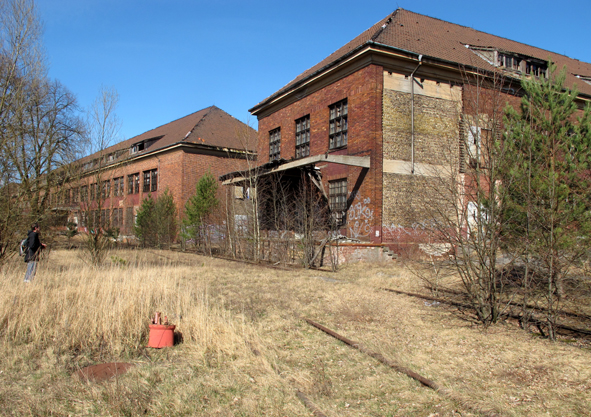
Heeresbekleidungsamt Bernau, Nebenlager (Sperrgebiet)

Das Hauptamt mit Verwaltung befand sich an der Schwanebecker Chaussee, nordwestlich. Das Nebenamt liegt am Schönfelder Weg 17 und verfügte über einen Gleisanschluss zur Bahnstrecke Berlin-Prenzlau. Auf Luft- oder Satellitenbildern ist die bogenförmige Anlage des Nebenlagers östlich unweit des historischen Bernauer Stadtkerns gut zu erkennen – sie nimmt etwa eine gleich große Fläche ein.

## 1939–1945: Nutzung durch die Wehrmacht
Hauptlager und Nebenlager wurden mit dem Beginn des Zweiten Weltkriegs zwischen 1939 und 1941 errichtet und von der Wehrmacht genutzt. Das Nebenlager wurde 1942 fertiggestellt, in welches rund 1.300 Mitarbeiter nach einem Luftangriff auf das Zellengefängnis Moabit nach Bernau umgesetzt wurden.

## 1945–1994: Nach dem Zweiten Weltkrieg
Ab 1945 nutzte die sowjetische Besatzungsmacht die beiden Immobilien nun für ihre Zwecke: als zentrales Nachschub- und Versorgungsdepot auf dem Gebiet der DDR. Das Nebenlager diente zur Aufbewahrung von Armee-Bekleidung, Armeezubehör und Ersatzteilen. Auch wurde die Bekleidung repariert, es gab eine Wäscherei (chemische Reinigung) sowie eine Näherei. Außerdem befanden sich hier eine Transporteinheit, der Stab des zentralen Versorgungsdepots und eine zentrale Feldpostverteilerstelle.
Neben dem Depot hatte sich im Nebenlager eine Nachschubbrigade des früheren Sowjetischen Verteidigungsministeriums eingerichtet.

## 1994–2013: Leerstand und Umwandlungsversuche
Nach dem Abzug der sowjetischen Streitkräfte gemäß Einigungsvertrag bis zum Jahr 1994 standen alle Teile des Versorgungsamtes einige Jahre leer. Es gab Überlegungen, Investoren und Käufer anzulocken oder eine große Spedition hier anzusiedeln. Doch die Stadtverwaltung von Bernau bzw. der Eigentümer, die Brandenburgische Boden Gesellschaft für Grundstücksverwaltung und -Verwertung mbH mit Sitz in Wünsdorf (BBG), stimmte allen Überlegungen nicht zu. Lediglich ein schmaler Streifen an der Schwanebecker Chaussee wurde an den Lebensmitteldiscounter Lidl abgegeben, und in der Nachbarschaft durften ein paar Wohnblöcke errichtet werden. Die Fläche des Nebenlagers wurde als Sperrgebiet ausgewiesen und extern bewacht. Inzwischen eroberten Graffiti-Sprayer die Fassaden und Innenräume der Gebäude.
Der Verein Panke-Park Kulturkonvent Bernau e. V. versuchte, die historische Bausubstanz zu erhalten. Seit 2003 wurden mit Förderung des Bundes sowie der Europäischen Union durch Vermittlung des Sozialamtes halbjährlich etwa 20 Arbeitskräfte – Sozialhilfeempfänger oder Langzeitarbeitslose – auf diesem Gelände mit Aufräumarbeiten beschäftigt. Der Verein bietet Führungen über das Gelände des Nebenlagers an.

## Seit 2013: Neuer Eigentümer und Bebauungspläne

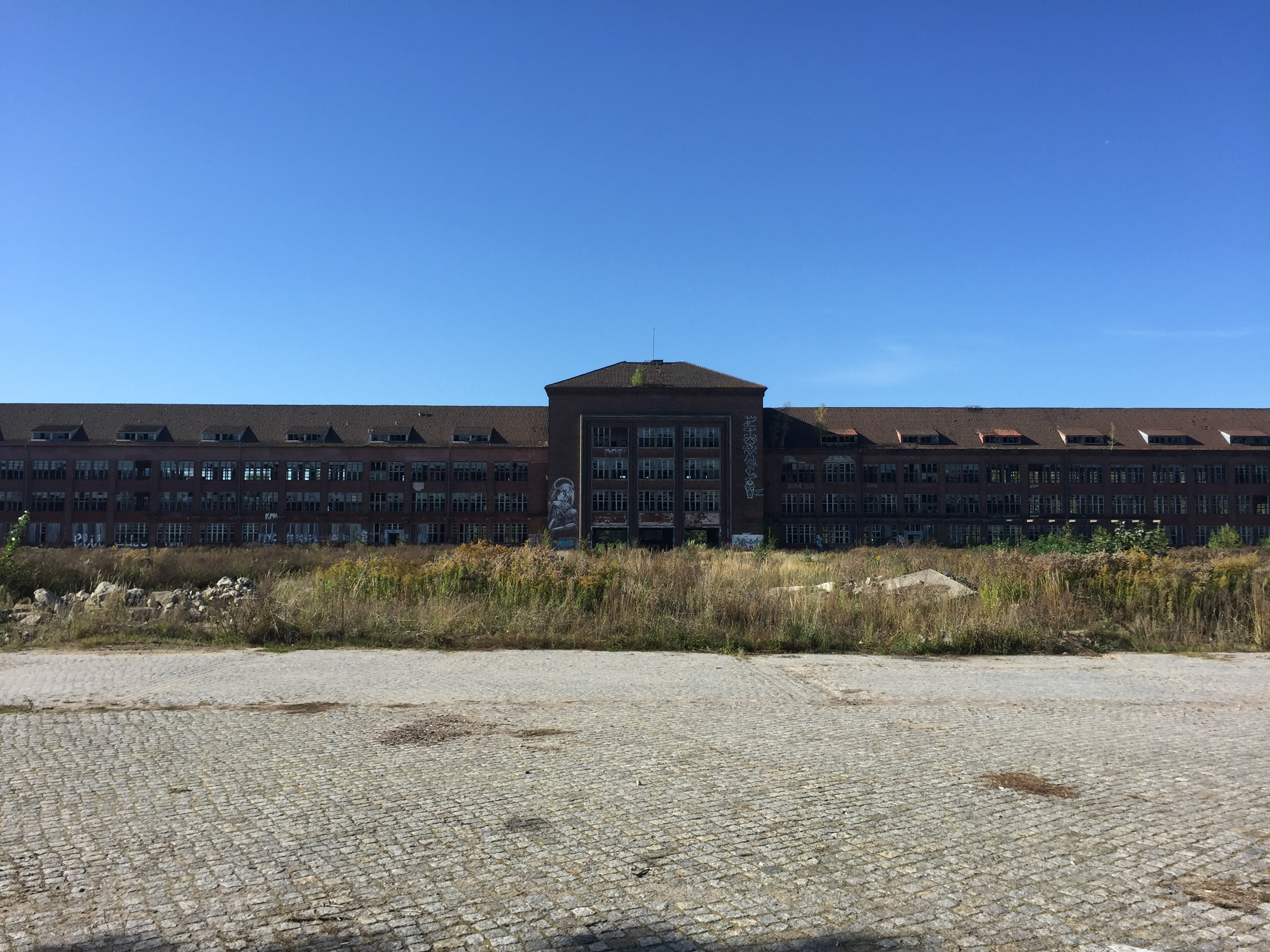
Hauptgebäude Heeresbekleidungsamt (2021)

Die Nordland GmbH aus Langenhagen bei Hannover, die schon mehrfach alte Kasernen zu Wohnimmobilien umgewandelt hat, kaufte Anfang der 2010er Jahre zunächst das Areal des Nebenlagers. Sie plante und baute dort überwiegend in der vorhandenen Bausubstanz 650 Wohnungen.
Im Jahr 2017 wurde bekannt, dass sie auch das verbliebene Gelände des Hauptamtes mit den unsanierten Bauten gekauft hat und unverzüglich die einsturzgefährdeten Bauten und Teile der Umgebungsmauer entfernen ließ.
Sie will dort weitere Wohnungen, teils im Bestand, teils als Neubauten, errichten sowie die dafür nötige soziale Infrastruktur herstellen. Im Jahr 2018 reichte die Nordland-GmbH einen Bebauungsplan an die Stadtverwaltung von Bernau ein. Zugleich ließ sie mit dem Abbruch alter Hallen und der großflächigen Entsiegelung beginnen. Drei Architekturbüros wurden um erste Entwürfe für Bauanträge gebeten: CKSA Christoph Kohl Stadtplaner Architekten aus Berlin, Architekturbüro Uwe Thal aus Magdeburg sowie die AI Studio GmbH ebenfalls aus Magdeburg, damit die Entwicklungszeit der Liegenschaft verkürzt werden kann.
Die Freiräumung bedingt den Abbruch von Nachkriegsbauwerken, die Entgiftung der Flächen, die Entsorgung von Tanks und Betonfundamenten, Panzerhallen und anderen unterirdischen Hinterlassenschaften. Auch Müll und Abfälle ließen die Sowjetbesatzer hier vergraben, die nun abtransportiert werden müssen. Das Wohnprojekt erhielt die Bezeichnung We-Town, die Gartenstadt in Bernau, über welches auch ein Werbevideo gedreht wurde. Es sollen rund 80 Neubauten entstehen, davon sieben Gewerbebauten für die Nahversorgung. Die vier historischen Backstein-Kasernenbauten sollen entkernt und zu Wohnungen umgebaut werden. Die Stadt hat diese Gebäude unter Denkmalschutz gestellt.
Für die Autos der neuen Bewohner werden Tiefgaragen oder gesondert gekennzeichnete Parkplätze eingerichtet. Ladestationen für Elektroautos sowie eine Wasserstofftankstelle zielen auf Mobilität mit Nachhaltigkeit. Begrünte Dächer, Zero-Schadstoffausstoß, Gebäude im Niedrigstenergiestandard und die Wiederverwendung von Regenwasser sind weitere Vorgaben des Bauherrn. Der Geschäftsführer der Nordland-GmbH, Gerald Breschke, formulierte das Anliegen wie folgt: „[...] das gesamte Quartier (steht) im Zeichen der Nachhaltigkeit: regenerativ, komplett autark, völlig ohne Schadstoffausstoß. [...] Wir versuchen erst einmal selber abzuwickeln, sind aber in einigen Themen auch keine Spezialisten.“ Insgesamt sollen maximal 2000 Wohneinheiten neu entstehen, dazu zwei Kitas, eine Grundschule, eine Turnhalle und ein Sportplatz. Der Plan erhielt in der Ratssitzung von Bernau im Mai 2021 noch keine Zustimmung, er soll noch ein zweites Mal öffentlich ausgelegt werden. Der Bebauungsplan musste im September 2021 erneut ausgelegt werden, weil noch Lärm- und Immissionschutzfragen während der Bauarbeiten zu klären sind. Im Süden des Plangebietes soll anstelle eines Abwasserpumpwerkes eine private Grünfläche genehmigt werden.
Schließlich sind auch „zusätzliche Artenschutzmaßnahmen zur Kompensation der Planwege 8 und im Wald“ (Beleuchtung, Nistkästen) erwünscht.
Der parallel zur Schwanebecker Chaussee liegende Gewerbestreifen soll nach Möglichkeit ohne Bebauung weiterverkauft werden. Ob später Teile der neuen Wohnbaufelder veräußert werden sollen, ist noch nicht entschieden.
Nach vollständiger Abtragung der Ummauerung sehen die Pläne eine dem Hauptgebäude vorgelagerte Parklandschaft mit einem Wasserbecken sowie zahlreiche Einzelbauten vor, die nicht höher als fünf Etagen sein sollen.

## Baubeschreibungen
Das Hauptamt verfügte über einen 35-achsigen Flügelbau in Stahlbeton-Skelettbauweise aus Klinkern. Der dreiachsige Haupttrakt des Empfangsgebäudes ist vieretagig, mit großen paarweise gruppierten Fenstern und einem dreiteiligen Portal versehen. Walmdächer schützen die Bausubstanz. Die langen Flügeltrakte sind dreietagig mit einem ausgebauten Dachgeschoss. Am südlichen Flügel schließt sich ein senkrecht dazu stehender langer Trakt an, der ebenfalls denkmalgeschützt ist und erhalten werden soll.
Auf der rund 40 Hektar großen Fläche wurden für die hier arbeitenden Wehrmachtsangestellten Unterkünfte, Wirtschaftsgebäude und soziale Einrichtungen dazu gebaut. Das gesamte Gebiet wurde mit einer Ziegelmauer umgeben. Die Rote Armee fügte schrittweise weitere Nutzgebäude hinzu, wie Panzerhallen oder Werkstätten. Vier der historischen Bauwerke sind erhalten und wurden unter Denkmalschutz gestellt.
Die Bausubstanz auf dem etwa 20 Hektar großen Gelände des Nebenlagers besteht hauptsächlich aus acht bogenförmig angeordneten und noch teilweise miteinander verbundenen, zweistöckigen Klinkerbauten, ausgeführt ebenfalls in moderner Stahlbeton-Skelettbauweise mit großen Fensterflächen, die Walmdächer aus freitragenden Stahlbetonbindern. Insgesamt gehen die Bauexperten von einer 65.000 m² großen Nutzfläche aus.

## Bauaktivitäten seit 2022
Nach dem abgeschlossenen Bebauungsplanverfahren und dem Beschluss des Brandenburgischen Landtags zum Flächennutzungsplan begannen im Jahr 2023 erste sichtbare Aktivitäten: die maroden Panzerhallen und schrittweise die Backstein-Mauer entlang der Straße wurden abgetragen. Es folgte die Aufstellung eines Baucontainer-Komplexes und die Beräumung der Freiflächen. Parallel startete die Entkernung der vier denkmalgeschützten Gebäude. Das Wachhäuschen konnte zwischenzeitlich bereits saniert werden, hier haben sich neue Nutzer etablliert wie ein Pflegedienst.
Das große Bauprojekt trägt die Arbeitsbezeichnung Gartenstadt, der Investor nennt es Wetown. Es sollen 2000 Wohneinheiten entstehen, eine unterirdische Garage für 1000 Fahrzeuge, darüber hinaus eine Kita, eine Schule und notwendige Infrastruktur, die von der Nordland GmbH finanziert werden, insgesamt sollen dafür 850 Millionen Euro investiert werden. Für die Wohnungen werden auf dem Gelände 81 Neubauten mit begrünten Dächern errichtet. Die Bebauung wird frühestens 2033 abgeschlossen sein.
Das ehemalige Nebenlager des Heeresbekleidungamtes am Schönefelder Weg wurde in den 2020er Jahren bereits umgebaut, neue Straßen entstanden bis 2023. Hier werden noch im Jahr 2024 die ersten der 5400 Bewohner einziehen können[veraltet], womit der dringende Wohnraumbedarf laut Aussage des Bernauer Bürgermeisters André Stahl weitestgehend gedeckt sein soll.